# Isola della Cappa
L'isola della Cappa (o Scoglio della Cappa) è un'isola minore dell'Arcipelago Toscano.

## Collocazione

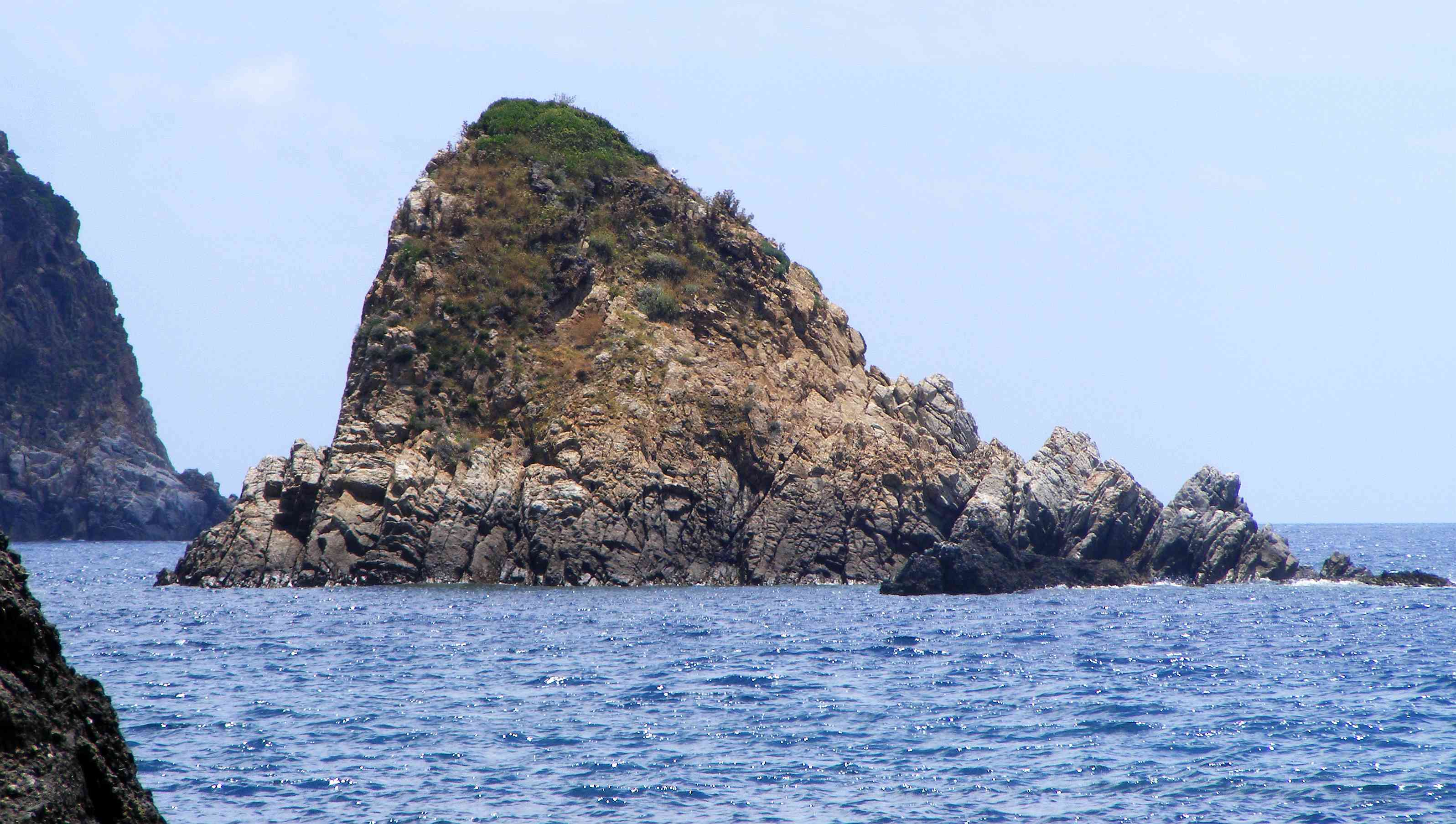
L'isola vista dalla Cala dell'Allume

L'isola è situata un'ottantina di metri al largo dell'Isola del Giglio e circa trecento metri a sud-est della Cala dell'Allume; amministrativamente appartiene al comune sparso di Isola del Giglio, in provincia di Grosseto.
Fa inoltre parte del Parco nazionale dell'Arcipelago Toscano.

## Caratteristiche
La morfologia è aspra, a forma approssimativamente triangolare verso nord e strapiombante ad est; la sommità dell'isolotto è ricoperta da gariga.
I fondali circostanti, popolati da Posidonia e dove non è difficile osservare i cavallucci marini, sono un apprezzato sito di immersione subacquea.